# UFC 203
UFC 203: Miocic vs Overeem var en MMA-gala som arrangerades av Ultimate Fighting Championship och ägde rum 10 september 2016 i Cleveland i USA. 

## Resultat
1. ↑  Titelmatch i tungvikt.
2. ↑  Catchweight 158 lbs.[2]